# Patricia Knatchbullová, 2. hraběnka Mountbattenová z Burmy
Patricia Edwina Victoria Knatchbullová, 2. hraběnka Mountbattenová z Burmy, lady Brabourne, CBE, MSC, CD (rozená Mountbattenová; 14. února 1924, Londýn – 13. června 2017, Mersham) byla britská peerka a vzdálená sestřenice britské královny Alžběty II. Narodila se jako starší dcera admirála flotily 1. hraběte Mountbattena z Burmy a dědičky Edwiny Ashleyové. Byla starší sestrou lady Pamely Hicksové, sestřenicí prince Philipa, vévody z Edinburghu, a poslední žijící kmotrou krále Karla III. Byla prapravnučkou královny Viktorie.
Lady Mountbattenová se stala v roce 1979 po vraždě svého otce dědičkou jeho titulů, protože jeho šlechtické tituly byly vytvořeny se zvláštním ostatkem jeho dcerám a jejich mužským dědicům. Toto dědictví jí přisoudilo titul hraběnky a místo ve Sněmovně lordů, kde zůstala až do roku 1999, kdy zákon Sněmovny lordů z roku 1999 vyloučil většinu dědičných peerů ze sněmovny.

## Manželství a potomci
26. října 1946 se dvaadvacetiletá Patricia provdala za Johna Knatchbulla, 7. barona Brabournea, tehdejšího pobočníka svého otce na Dálném východě. Setkali se poté, co Patricia, která sloužila v Ženské královské námořní službě, byla v roce 1945 pověřena jako třetí důstojnice a sloužila v Nejvyšším velitelství spojeneckých sil v jihovýchodní Asii. Svatba se konala v opatství Romsey za přítomnosti členů královské rodiny. Jejími družičkami byly princezna Alžběta, princezna Margaret, mladší sestra Pamela Mountbattenová a princezna Alexandra, dcera vévody a vévodkyně z Kentu.
Později se stali jedním z mála manželských párů, z nichž každý měl vlastní šlechtický titul a jejichž potomci zdědili tituly po obou. Manželé spolu měli osm dětí:
- Norton Knatchbull, 3. hrabě Mountbatten z Burmy (8. října 1947), oženil se s Penelope Meredith Eastwoodovou (16. dubna 1953), s níž má tři děti.
- Michael-John Ulick Knatchbull (24. května 1950), producent a redaktor, 1. června 1985 se oženil s Melissou Clare Owenovou (12. listopadu 1960), dcerou soudce sira Johna Owena, v roce 1997 se rozvedli. 6. března 1999 se oženil se Susan Penelope "Penny" Jane Hendersonovou, rozenou Coatesovou (23. října 1959), dcerou Stephena Cedrica Coatesa, stavebního inženýra a podnikatele; mají spolu jednu dceru; 13. února 2006 se rozvedli.
- Anthony Knatchbull (narodil se a zemřel 6. dubna 1952)
- Joanna Edwina Doreen Knatchbullová (5. března 1955), 3. listopadu 1984 se provdala za francouzského barona Huberta Pernota du Breuil (2. února 1956 – 6. září 2004); má s ním jednu dceru; v roce 1995 se rozvedli. 19. listopadu 1995 se provdala za Azriela Zuckermana (18. ledna 1943); mají spolu syna.
- Amanda Patricia Victoria Knatchbullová (26. června 1957), 31. října 1987 se provdala za Charlese Vincenta Ellingwortha (7. února 1957) a má s ním tři syny.
- Philip Wyndham Ashley Knatchbull (2. prosince 1961), 16. března 1991 se oženil s Atalantou Verekerovou rozenou Cowanovou (20. června 1962), dcerou Johna Cowana, má s ní jednu dceru; 29. června 2002 se oženil s Wendy Amandou Leachovou (20. července 1966), dcerou Robina H. Leache, má s ní dva syny.
- Nicholas Timothy Charles Knatchbull (18. listopadu 1964 – 27. srpna 1979), zabit bombou IRA spolu se svým dědem.
- Timothy Nicholas Sean Knatchbull (18. listopadu 1964), 11. července 1998 se oženil s Isabellou Julií Normanovou (9. ledna 1971), prapravnučkou 4. hraběte z Bradfordu, mají spolu tři dcery a dva syny,

Jako lady Brabourneová za života svého otce se její nejbližší rodina úzce zapojila do úvah o budoucí choti jejího vzdáleného bratrance Charlese, prince z Walesu. Počátkem roku 1974 si lord Mountbatten začal dopisovat s nejstarším synem královny Alžběty II. a prince Philipa o Charlesově možném sňatku s dcerou lady Brabourne, Amandou. Charles napsal lady Brabourne (která byla také jeho kmotrou) o svém zájmu o její dceru, na což ona odpověděla souhlasně, i když naznačila, že námluvy jsou předčasné. Amanda Knatchbullová odmítla Charlesovu nabídku k sňatku v roce 1980 po atentátu na jejího dědečka.

## Aktivity
Patricia se vzdělávala na Maltě, v Anglii a na Hewitt School v New Yorku. V roce 1943 jako devatenáctiletá vstoupila do Ženské královské námořní služby jako signální klasifikant a sloužila na základnách kombinovaných operací v Británii, včetně HMS Tormentor. Poté byla v roce 1945 pověřena jako třetí důstojník a sloužila v Nejvyšším velitelství spojeneckých sil v jihovýchodní Asii.
V roce 1973 byla jmenována zástupcem poručíka pro Kent; byla také úřadující soudkyní a zapojovala se do mnoha organizací, včetně SOS Children's Villages UK, které byla patronkou; řádu sv. Jana, jehož byla dámou; a vlastní legie hraničářů z Commonwealthu hraběnky Mountbattenové, jejímž byla patronkou.
15. června 1974 nastoupila po své vzdálené sestřenici lady Patricii Ramseyové, rozené královské Výsosti princezně Patricii z Connaughtu na post vrchního plukovníka kanadské lehké pěchoty princezny Patricie. Pluk byl pojmenován po princezně Patricii, když byl její otec, vévoda z Connaughtu, generálním guvernérem Kanady během první světové války. Navzdory tomu, že po smrti svého otce v roce 1979 získala hrabství jako hraběnka Mountbattenová z Barmy, dávala přednost tomu, aby ji důstojníci a muži jejího pluku oslovovali lady Patricia. 17. března 2007 ji v této funkci vystřídala The Right Honourable Adrienne Clarkson. Dne 28. srpna 2007 jí generální guvernér Kanady předal kanadský kříž za zásluhy ve funkci vrchního plukovníka lehké pěchoty princezny Patricie.
Patricia byla na lodi, kterou u břehů Mullaghmore v srpnu 1979 IRA vyhodila do vzduchu a zabila jejího 14letého syna Nicholase; jejího otce; její tchyni, baronku vdovu Brabourneovou; a 15letého Paula Maxwella, lodivoda z hrabství Fermanagh. Ona, její manžel a syn Timothy byli zraněni, ale útok přežili. Po incidentu se hraběnka stala patronkou a později presidentkou The Compassionate Friends, svépomocné charitativní organizace rodičů pozůstalých ve Spojeném království.
V červnu 2012, v době první návštěvy Alžběty II. v Irsku, hraběnka Mountbattenová uvedla, že královna má její plnou podporu při setkání s Martinem McGuinnessem, který byl vysoce postaveným členem IRA. "Myslím, že je to úžasné... Jsem nesmírně vděčná, že jsme se dostali do bodu, kdy se můžeme chovat zodpovědně a pozitivně", řekla prý.

## Úmrtí a pohřeb
Hraběnka Mountbattenová zemřela ve svém domě v Mershamu v Kentu 13. června 2017 ve věku 93 let. Její pohřeb se uskutečnil 27. června v kostele sv. Pavla v Knightsbridge a zúčastnili se jej královna, vévoda z Edinburghu a další členové britské královské rodiny. Její rakev nesla skupina nosičů z kanadské lehké pěchoty princezny Patricie, kteří byli v Londýně za veřejnými povinnostmi. Pohřbena byla na pozemku rodiny Knatchbull na hřbitově v Mershamu.